# David Rikl
David Rikl (Brandýs, 27 februari 1971) is een voormalig Tsjechisch tennisser die tussen 1989 en 2005 actief was in het professionele tenniscircuit.
Rikl was een erkend dubbelspel-specialist en won in zijn carrière dertig ATP-titels waarvan dertien met zijn landgenoot Jiří Novák. Daarnaast stond hij ook nog eens in tweeëntwintig finales waaronder die van Wimbledon en de US Open.

## Palmares

### Enkelspel
| Legenda                       | Legenda               |
| ----------------------------- | --------------------- |
| Grand Slam                    |                       |
| Olympische Spelen             |                       |
| tot 2009                      | vanaf 2009            |
| Tennis Masters Cup            | ATP Finals            |
| ATP Masters Series            | ATP Tour Masters 1000 |
| ATP International Series Gold | ATP Tour 500          |
| ATP International Series      | ATP Tour 250          |

| Nr.              | Datum           | Toernooi    | Ondergrond | Tegenstander in finale | Score    | Details |
| ---------------- | --------------- | ----------- | ---------- | ---------------------- | -------- | ------- |
| Verloren finales |                 |             |            |                        |          |         |
| 1.               | 16 januari 1994 | ATP Jakarta | Hardcourt  | Michael Chang          | 3-6, 3-6 | Details |

### Dubbelspel
| Nr.                           | Datum             | Toernooi             | Ondergrond    | Partner            | Tegenstanders in finale             | Score                 | Details |
| ----------------------------- | ----------------- | -------------------- | ------------- | ------------------ | ----------------------------------- | --------------------- | ------- |
| Gewonnen finales heren dubbel |                   |                      |               |                    |                                     |                       |         |
| 1.                            | 13 oktober 1991   | ATP Tel Aviv         | Hardcourt     | Michiel Schapers   | Javier Frana Leonardo Lavalle       | 6–2, 6–7, 6–3         | Details |
| 2.                            | 12 juli 1992      | ATP Newport          | Gras          | Royce Deppe        | Paul Annacone David Wheaton         | 6–4, 6–4              | Details |
| 3.                            | 31 oktober 1993   | ATP Santiago         | Gravel        | Mike Bauer         | Christer Allgardh Brian Devening    | 7–6, 6–4              | Details |
| 4.                            | 10 april 1994     | ATP Barcelona        | Gravel        | Jevgeni Kafelnikov | Jim Courier Javier Sánchez          | 5–7, 6–1, 6–4         | Details |
| 5.                            | 1 mei 1994        | ATP München          | Gravel        | Jevgeni Kafelnikov | Boris Becker Petr Korda             | 7–6, 7–5              | Details |
| 6.                            | 15 mei 1994       | ATP Rome             | Gravel        | Jevgeni Kafelnikov | Wayne Ferreira Javier Sánchez       | 6–1, 7–5              | Details |
| 7.                            | 24 oktober 1994   | ATP Wenen            | Tapijt (i)    | Mike Bauer         | Alex Antonitsch Greg Rusedski       | 7–6, 6–4              | Details |
| 8.                            | 17 september 1995 | ATP Bogotá           | Gravel        | Jiří Novák         | Steve Campbell MaliVai Washington   | 7–6, 6–2              | Details |
| 9.                            | 29 oktober 1995   | ATP Santiago         | Gravel        | Jiří Novák         | Shelby Cannon Francisco Montana     | 6–4, 4–6, 6–1         | Details |
| 10.                           | 31 maart 1996     | ATP Casablanca       | Gravel        | Jiří Novák         | Tomás Carbonell Francisco Roig      | 7–6, 6–3              | Details |
| 11.                           | 15 september 1996 | ATP Bogotá           | Gravel        | Nicolas Pereira    | Pablo Campana Nicolás Lapentti      | 6–3, 7–6              | Details |
| 12.                           | 19 oktober 1997   | ATP Ostrava          | Tapijt (i)    | Jiří Novák         | Donald Johnson Francisco Montana    | 6–2, 6–4              | Details |
| 13.                           | 16 augustus 1998  | ATP San Marino       | Gravel        | Jiří Novák         | Mariano Hood Sebastián Prieto       | 6-4, 7-6(6)           | Details |
| 14.                           | 24 augustus 1998  | ATP Indianapolis     | Hardcourt     | Jiří Novák         | Mark Knowles Daniel Nestor          | 6-2, 7-6(9)           | Details |
| 15.                           | 1 november 1998   | ATP Mexico City      | Gravel        | Jiří Novák         | Daniel Orsanic David Roditi         | 6–4, 6–2              | Details |
| 16.                           | 13 februari 2000  | ATP Dubai            | Hardcourt     | Jiří Novák         | Robbie Koenig Peter Tramacchi       | 6–2, 7–5              | Details |
| 17.                           | 16 juli 2000      | ATP Gstaad           | Gravel        | Jiří Novák         | Jérôme Golmard Michael Kohlmann     | 3–6, 6–3, 6–4         | Details |
| 18.                           | 23 juli 2000      | ATP Stuttgart        | Gravel        | Jiří Novák         | Lucas Arnold Ker Donald Johnson     | 5–7, 6–2, 6–3         | Details |
| 19.                           | 5 november 2000   | ATP Stuttgart        | Hardcourt (i) | Jiří Novák         | Donald Johnson Piet Norval          | 3–6, 6–3, 6–4         | Details |
| 20.                           | 25 maart 2001     | ATP Miami            | Hardcourt     | Jiří Novák         | Jonas Björkman Todd Woodbridge      | 7–5, 7–6(3)           | Details |
| 21.                           | 27 mei 2001       | ATP Sankt Pölten     | Gravel        | Petr Pála          | Jaime Oncins Daniel Orsanic         | 6–3 5–7 7–5           | Details |
| 22.                           | 5 augustus 2001   | ATP Montréal         | Hardcourt     | Jiří Novák         | Donald Johnson Jared Palmer         | 6–4, 3–6, 6–3         | Details |
| 23.                           | 26 mei 2002       | ATP Sankt Pölten     | Gravel        | Petr Pála          | Mike Bryan Michael Hill             | 7–5, 6–4              | Details |
| 24.                           | 16 juni 2002      | ATP Halle            | Gras          | David Prinosil     | Jonas Björkman Todd Woodbridge      | 4-6, 7-6(5), 7-5      | Details |
| 25.                           | 14 juli 2002      | ATP Gstaad           | Gravel        | Joshua Eagle       | Massimo Bertolini Cristian Brandi   | 7–6(5), 6–4           | Details |
| 26.                           | 21 juli 2002      | ATP Stuttgart        | Gravel        | Joshua Eagle       | David Adams Gastón Etlis            | 6–3, 6–4              | Details |
| 27.                           | 2 maart 2003      | ATP Dubai            | Hardcourt     | Leander Paes       | Wayne Black Kevin Ullyett           | 6–3, 6–0              | Details |
| 28.                           | 13 juli 2003      | ATP Gstaad           | Gravel        | Leander Paes       | František Čermák Leoš Friedl        | 6–3, 6–3              | Details |
| 29.                           | 13 juni 2004      | ATP Halle            | Gras          | Leander Paes       | Tomáš Cibulec Petr Pála             | 6–2, 7–5              | Details |
| 30.                           | 11 juli 2004      | ATP Gstaad           | Gravel        | Leander Paes       | Marc Rosset Stanislas Wawrinka      | 6–4, 6–2              | Details |
| Verloren finales heren dubbel |                   |                      |               |                    |                                     |                       |         |
| 1.                            | 4 oktober 1992    | ATP Bazel            | Hardcourt (i) | Karel Nováček      | Tom Nijssen Cyril Suk               | 3-6, 4-6              | Details |
| 2.                            | 14 maart 1993     | ATP Zaragoza         | Tapijt (i)    | Mike Bauer         | Martin Damm Karel Nováček           | 6-2, 4-6, 5-7         | Details |
| 3.                            | 17 oktober 1993   | ATP Tel Aviv         | Hardcourt     | Mike Bauer         | Sergio Casal Emilio Sánchez         | 4-6, 4-6              | Details |
| 4.                            | 6 augustus 1995   | ATP Praag            | Gravel        | Jiří Novák         | Libor Pimek Byron Talbot            | 5-7, 6-1, 6-7         | Details |
| 5.                            | 5 november 1995   | ATP Montevideo       | Gravel        | Jiří Novák         | Sergio Casal Emilio Sánchez         | 6-2, 6-7, 6-7         | Details |
| 6.                            | 12 november 1995  | ATP Buenos Aires     | Gravel        | Jiří Novák         | Vincent Spadea Christo van Rensburg | 3-6, 3-6              | Details |
| 7.                            | 10 november 1996  | ATP Moskou           | Tapijt (i)    | Jiří Novák         | Rick Leach Andrej Olchovski         | 6-4, 1-6, 2-6         | Details |
| 8.                            | 2 augustus 1998   | ATP Umag             | Gravel        | Jiří Novák         | Neil Broad Piet Norval              | 1-6, 6-3. 3-6         | Details |
| 9.                            | 4 oktober 1998    | ATP Mallorca         | Gravel        | Jiří Novák         | Pablo Albano Daniel Orsanic         | 6-7(9), 3-6           | Details |
| 10.                           | 17 januari 1999   | ATP Auckland         | Hardcourt     | Jiří Novák         | Jeff Tarango Daniel Vacek           | 5-7, 5-7              | Details |
| 11.                           | 11 april 1999     | ATP Estoril          | Gravel        | Jiří Novák         | Tomás Carbonell Donald Johnson      | 3-6, 6-2, 1-6         | Details |
| 12.                           | 25 april 1999     | ATP Monte Carlo Open | Gravel        | Jiří Novák         | Olivier Delaître Tim Henman         | 2-6, 3-6              | Details |
| 13.                           | 10 oktober 1999   | ATP Bazel            | Tapijt (i)    | Jiří Novák         | Brent Haygarth Aleksandar Kitinov   | 6-0, 4-6, 5-7         | Details |
| 14.                           | 15 oktober 2000   | ATP Wenen            | Hardcourt (i) | Jiří Novák         | Jevgeni Kafelnikov Nenad Zimonjić   | 4-6, 4-6              | Details |
| 15.                           | 29 oktober 2000   | ATP Moskou           | Tapijt (i)    | Jiří Novák         | Jonas Björkman David Prinosil       | 2-6, 3-6              | Details |
| 16.                           | 18 februari 2001  | ATP Kopenhagen       | Hardcourt (i) | Jiří Novák         | Wayne Black Kevin Ullyett           | 3-6, 3-6              | Details |
| 17.                           | 7 juli 2001       | Wimbledon            | Gras          | Jiří Novák         | Donald Johnson Jared Palmer         | 4-6, 6-4, 3-6, 6-7(6) | Details |
| 18.                           | 14 oktober 2001   | ATP Wenen            | Hardcourt (i) | Jiří Novák         | Martin Damm Radek Štěpánek          | 3-6, 2-6              | Details |
| 19.                           | 6 januari 2002    | ATP Doha             | Hardcourt     | Jiří Novák         | Donald Johnson Jared Palmer         | 3-6, 6-7(5)           | Details |
| 20.                           | 3 maart 2002      | ATP Acapulco         | Gravel        | Martin Damm        | Bob Bryan Mike Bryan                | 1-6, 6-3, [2-10]      | Details |
| 21.                           | 30 maart 2003     | ATP Miami            | Hardcourt     | Leander Paes       | Roger Federer Maks Mirni            | 5-7, 3-6              | Details |
| 22.                           | 11 september 2004 | US Open              | Hardcourt     | Leander Paes       | Mark Knowles Daniel Nestor          | 3-6, 3-6              | Details |

## Prestatietabel
| Legenda | Legenda                          |
| ------- | -------------------------------- |
| g.t.    | geen toernooi gehouden           |
| l.c.    | lagere categorie                 |
| –       | niet deelgenomen                 |
| G       | uitgeschakeld in de groepsfase   |
| 1R      | uitgeschakeld in de eerste ronde |
| 2R      | uitgeschakeld in de tweede ronde |
| 3R      | uitgeschakeld in de derde ronde  |
| 4R      | uitgeschakeld in de vierde ronde |
| KF      | uitgeschakeld in de kwartfinale  |
| HF      | uitgeschakeld in de halve finale |
| F       | de finale verloren               |
| W       | het toernooi gewonnen            |
| w-v     | winst/verlies-balans             |

### Prestatietabel grand slam, enkelspel
| Toernooi        | 1990 | 1993 | 1994 | 1995 | 1996 | 1997 |
| --------------- | ---- | ---- | ---- | ---- | ---- | ---- |
| Australian Open | –    | –    | 2R   | 1R   | 1R   | –    |
| Roland Garros   | 1R   | –    | 2R   | 2R   | 2R   | –    |
| Wimbledon       | –    | –    | 1R   | –    | 1R   | 3R   |
| US Open         | –    | 1R   | 1R   | –    | 2R   | –    |

### Prestatietabel grand slam, dubbelspel
| Toernooi        | 1990 | 1991 | 1992 | 1993 | 1994 | 1995 | 1996 | 1997 | 1998 | 1999 | 2000 | 2001 | 2002 | 2003 | 2004 | 2005 |
| --------------- | ---- | ---- | ---- | ---- | ---- | ---- | ---- | ---- | ---- | ---- | ---- | ---- | ---- | ---- | ---- | ---- |
| Australian Open | –    | –    | –    | –    | 1R   | 1R   | –    | –    | –    | 2R   | KF   | 2R   | 2R   | KF   | –    | –    |
| Roland Garros   | 3R   | –    | 1R   | 2R   | 2R   | 2R   | 1R   | 1R   | 2R   | 3R   | KF   | 3R   | 3R   | HF   | 2R   | 1R   |
| Wimbledon       | 1R   | –    | 1R   | –    | 3R   | –    | 2R   | 2R   | 1R   | 2R   | 3R   | F    | KF   | HF   | 2R   | 1R   |
| US Open         | –    | –    | –    | 1R   | 1R   | 2R   | 1R   | KF   | 2R   | 3R   | 1R   | 3R   | 2R   | 1R   | F    | –    |